# Heinz Mertel
Heinz Mertel (n. 19 iulie 1936, Nürnberg, Germania Nazistă) este un trăgător de tir ce a reprezentat Germania, medaliat olimpic. A participat la 3 ediții ale Jocurilor Olimpice (1968, 1972, 1976) în care a câștigat o medalie de argint.